# Ilex cyrtura
Ilex cyrtura är en järneksväxtart som beskrevs av Elmer Drew Merrill. Ilex cyrtura ingår i släktet järnekar, och familjen järneksväxter. Inga underarter finns listade i Catalogue of Life.